# Teschenmoschel
Teschenmoschel este o comună din landul Renania-Palatinat, Germania. În 2012 aceasta avea 121 locuitori.